# Singles (álbum de Jimmy Eat World)
Singles es una recopilación de canciones no editadas materiales anteriores, caras B y rarezas de Jimmy Eat World. Big Wheel Recreation lanzó este disco el 8 de agosto de 2000.

## Listado de canciones
1. "Opener" - 5:42
2. "77 Satellites" - 3:05
3. "What I Would Say to You Now" - 2:36
4. "Speed Read" - 2:42
5. "Spangle" - 4:38
6. "H Model" - 2:12
7. "Ramina" - 4:04
8. "Christmas Card" - 2:52
9. "Untitled" - 2:38
10. "Carbon Scoring" - 2:38
11. "Digits" - 4:23
12. "The Most Beautiful Things" (On UK Version) - 3:52
13. "Cautioners" (On UK Version) - 5:23

## Créditos
- Jim Adkins - vocalista, guitarra
- Tom Linton - vocalista, guitarra
- Rick Burch - bajo
- Zach Lind - batería

- Datos: Q1941440